# Цокур Валерій Іванович
Валерій Іванович Цокур (нар. 6 грудня 1969) — радянський та український футболіст, який грав на позиції півзахисника і нападника. Найбільш відомий за виступами в клубі української вищої ліги «Металург» із Запоріжжя.

## Кар'єра футболіста
Валерій Цокур розпочав виступи в командах майстрів у 1989 році в складі команди радянської другої ліги «Шахтар» із Павлограда. У 1988 році його залучали до виступів за дублюючий склад команди вищої ліги СРСР «Дніпро» з Дніпропетровська, проте за основну команду так і не зіграв, та повернувся до павлоградської команди, де з 1990 року став гравцем основного складу. З 1992 року Цокур грав у складі «Шахтаря» вже в першій українській лізі. На початку 1993 року футболіст перейшов до складу команди української вищої ліги «Металург» із Запоріжжя, проте зіграв у її складі лише 8 матчів. До виступів у професійному футболі повернувся на початку 1995 року, коли повернувся до складу павлоградської команди, яка під назвою «Космос» грала на той час у другій українській лізі. На початку 1996 року Цокур перейшов до складу іншої команди другої ліги «Металург» з Новомосковська, проте зіграв у його складі лише 1 матч Кубка України, після чого у професійних командах не грав.